# ローレンス・カスダン
ローレンス・エドワード・カスダン（Lawrence Edward Kasdan、1949年1月14日 - ）は、アメリカ合衆国フロリダ州マイアミ出身の映画監督、脚本家、映画プロデューサー。
『スター・ウォーズシリーズ』の脚本家として知られる。

## 経歴
フロリダ州マイアミ出身。ミシガン大学で英文学を学び、英語教師となるつもりであったが仕事が見つからず、広告業界でコピーライターとして働くようになる。
次第に脚本を書くようになり、ハリウッドの映画会社に作品を送るようになり、1970年代にはダイアナ・ロスとスティーブ・マックイーンを主演に考えた『ボディーガード』の脚本がワーナー・ブラザースによって買われた。この作品は1992年になってホイットニー・ヒューストンとケビン・コスナー主演で映画化された。
1979年にはジョージ・ルーカスの元で『スター・ウォーズ エピソード5/帝国の逆襲』の脚本に参加。その後もルーカス作品である『レイダース/失われたアーク《聖櫃》』と『スター・ウォーズ エピソード6/ジェダイの帰還』の脚本を手がける。
1981年には自身の脚本による『白いドレスの女』で映画監督としてデビューする。以後監督・脚本・製作を兼ねた『再会の時』『シルバラード』『偶然の旅行者』『わが街』などを発表している。しかし1994年の『ワイアット・アープ』が興行的・批評的に失敗して以降は、監督・脚本・製作を兼任した作品で興行的・批評的に成功したものはない。
常連キャストにはケヴィン・クラインやウィリアム・ハートがいる。
俳優のケビン・コスナーは『再会の時』に出演したが、ファイナルカットで登場シーンを全てカットされた。だがカスダンと友人になり、彼に未来の作品で役を与えると約束された。コスナーは『シルバラード』に出演し、これがブレイクのきっかけとなった。
カスダンはジェームズ・L・ブルックスの『恋愛小説家』に、ジャック・ニコルソン演じる主人公の精神科医役でカメオ出演している。

## 家族
兄弟のマーク・カスダンは脚本家・プロデューサー。『シルバラード』『ドリームキャッチャー』にも携わる。
息子のジェイク・カスダンとジョナサン・カスダンも映画監督となった。二人は『再会の時』『シルバラード』『偶然の旅行者』などにも出演している。ジェイクは『わが街』『ワイアット・アープ』にスタッフとして参加、ジョナサンとは親子で『ハン・ソロ/スター・ウォーズ・ストーリー』の脚本を手掛ける。

## フィルモグラフィー
- スター・ウォーズ エピソード5/帝国の逆襲 Star Wars: Episode V - The Empire Strikes Back（1980）脚本
- レイダース/失われたアーク《聖櫃》 Raiders of the Lost Ark（1981）脚本
- 白いドレスの女 Body Heat（1981）監督・脚本
- Oh!ベルーシ絶体絶命 Continental Divide（1981）脚本
- スター・ウォーズ エピソード6/ジェダイの帰還 Star Wars: Episode VI - Return of the Jedi（1983）脚本
- 再会の時 The Big Chill（1983）監督・脚本・製作総指揮
- シルバラード Silverado（1985）監督・脚本・製作
- ハート泥棒（英語版）（VHS発売題）Cross My Heart（1987）製作
- 偶然の旅行者 The Accidental Tourist（1988）監督・脚本・製作
- 殺したいほどアイ・ラブ・ユー I Love You to Death（1990）監督
- わが街 Grand Canyon（1991）監督・脚本・製作
- ブロンクス/破滅の銃弾（英語版）（VHS発売題）Jumpin' at the Boneyard（1991）製作総指揮
- ボディガード The Bodyguard（1992）脚本・製作
- ワイアット・アープ Wyatt Earp（1994）監督・脚本・製作
- フレンチ・キス French Kiss（1995）監督
- マムフォード先生 (スター・チャンネル放映題) Mumford（1999）監督・脚本・製作（WOWOW放映題「マムフォード　ようこそ我が町へ」）
- ドリームキャッチャー Dreamcatcher（2003）監督・脚本・製作
- 犬と私とダンナのカンケイ（英語版）（WOWOW放映題）Darling Companion（2012）監督・脚本・製作
- スター・ウォーズ/フォースの覚醒 Star Wars: Episode VII - The Force Awakens（2015）脚本・クリエイティブコンサルタント
- ハン・ソロ/スター・ウォーズ・ストーリー Solo: A Star Wars Story（2018）脚本・製作総指揮[6]
- ライト＆マジック Light & Magic（2022）監督・製作総指揮[7]